# Linda Klimovičová
Linda Klimovičová (Olomouc, 18 giugno 2004) è una tennista ceca naturalizzata polacca.

## Carriera

### Junior
Ha raggiunto la semifinale al Torneo di Wimbledon 2022 - Singolare ragazze dove è stata sconfitta dalla ungherese Luca Udvardy. Nel doppio ha raggiunto come miglior risutato i quarti di finale al Torneo di Wimbledon 2022 - Doppio ragazze in coppia con la connazionale Dominika Šalková, dove sono state sconfitte dalle future vincitrici Rose Marie Nijkamp e Angella Okutoyi.

### Professionismo
Linda Klimovičová ha vinto 7 titoli nel singolare e 4 titoli in doppio nel circuito ITF in carriera. Il 21 ottobre 2024 ha raggiunto il best ranking in singolare alla 184ª posizione mondiale, mentre il 5 agosto 2024 ha raggiunto in doppio la 407ª posizione mondiale.
Ha fatto il suo debutto nel circuito maggiore al Prague Open 2021, grazie ad una wildcard per il doppio, insieme alla connazionale Barbora Palicová, dove vengono sconfitte al primo turno dalla russa Vitalija D'jačenko e dalla ceca Tereza Martincová al tiebreak del terzo set.
Il 19 ottobre 2024, Linda ottiene la cittadinanza polacca e viene annunciato che rappresenterà la Polonia. Il suo primo incontro ufficiale sotto la nuova bandiera l'ha disputato l'11 novembre 2024.

## Statistiche ITF

### Singolare

#### Vittorie (7)
| Torneo $100.000 (0) |
| Torneo $80.000 (0)  |
| Torneo $60.000 (1)  |
| Torneo $40.000 (2)  |
| Torneo $25.000 (3)  |
| Torneo $15.000 (1)  |

| N. | Data             | Torneo                                               | Superficie | Avversaria in finale | Punteggio        |
| 1. | 12 febbraio 2023 | Sharm ElSheikh Women's Future, Sharm el-Sheikh       | Cemento    | Katarína Kužmová     | 7-5, 6(3)-7, 6-2 |
| 2. | 12 novembre 2023 | Archigen Cup, Solarino                               | Sintetico  | Emilie Lindh         | 6–3, 6(5)-7, 6–1 |
| 3. | 19 novembre 2023 | GVH Cup, Solarino                                    | Sintetico  | Lisa Pigato          | 6-2, 6-3         |
| 4. | 10 marzo 2024    | Archigen Cup, Solarino                               | Sintetico  | Jessica Pieri        | 6-3, 6-0         |
| 5. | 30 giugno 2024   | Open Generali Ciudad de Palma del Río, Palma del Río | Cemento    | Leonie Küng          | 7-5, 6-4         |
| 6. | 26 gennaio 2025  | La Marsa Women's Tennis Tour, La Marsa               | Cemento    | Andrea Lázaro García | 6-3, 6-2         |
| 7. | 20 luglio 2025   | Open Araba en Femenino, Vitoria-Gasteiz              | Cemento    | Justina Mikulskytė   | 0-6, 7-6(5), 6-0 |

#### Sconfitte (7)
| Torneo $100.000 (0) |
| Torneo $80.000 (0)  |
| Torneo $60.000 (1)  |
| Torneo $40.000 (2)  |
| Torneo $25.000 (3)  |
| Torneo $15.000 (1)  |

| N. | Data            | Torneo                                         | Superficie  | Avversaria in finale       | Punteggio     |
| 1. | 21 agosto 2022  | FaleLokiKoki Cup, Bydgoszcz                    | Terra rossa | Valerija Oljanovskaja      | 3-6, 1-6      |
| 2. | 29 ottobre 2023 | Sharm ElSheikh Women's Future, Sharm el-Sheikh | Cemento     | Valentini Grammatikopoulou | 6(1)-7, 5-7   |
| 3. | 14 aprile 2024  | Sharm ElSheikh Women's Future, Sharm el-Sheikh | Cemento     | Tereza Valentová           | 5-7, 2-6      |
| 4. | 18 maggio 2024  | Torneo Conchita Martínez, Monzón               | Cemento     | Sonay Kartal               | 1-6, 0-6      |
| 5. | 19 gennaio 2025 | La Marsa Eomen's Tennis Tour, La Marsa         | Cemento     | Hanne Vandewinkel          | 4-6, 1-6      |
| 6. | 23 marzo 2025   | i-Vent Brankit Open, Maribor                   | Cemento (i) | Antonia Ružić              | 1-6, 6-4, 3-6 |
| 7. | 5 maggio 2025   | Lopota Tennis Open, Lopota                     | Cemento     | Ekaterine Gorgodze         | 4-6, 5-7      |

### Doppio

#### Vittorie (4)
| Torneo $100.000 (0) |
| Torneo $80.000 (0)  |
| Torneo $60.000 (0)  |
| Torneo $40.000 (0)  |
| Torneo $25.000 (3)  |
| Torneo $15.000 (1)  |

| N. | Data             | Torneo                                | Superficie  | Compagna         | Avversarie in finale                     | Punteggio           |
| 1. | 2 aprile 2022    | Egypt Women's Future, Sharm el-Sheikh | Cemento     | Dominika Šalková | Mei Hasegawa Saki Imamura                | 6-1, 6-4            |
| 2. | 8 settembre 2023 | Frydek Mistek Open, Frýdek-Místek     | Terra rossa | Mana Kawamura    | Maryna Kolb Nadiia Kolb                  | 6-1, 6-3            |
| 3. | 11 novembre 2023 | Archigen Cup, Solarino                | Sintetico   | Julie Štruplová  | Gaia Maduzzi Vittoria Paganetti          | 6–1, 6(4)-7, [10–8] |
| 4. | 2 marzo 2024     | Helsinki Open, Helsinki               | Cemento (i) | Laura Hietaranta | Valentini Grammatikopoulou Martyna Kubka | 6-3, 6-1            |

#### Sconfitte (3)
| Torneo $100.000 (0) |
| Torneo $80.000 (0)  |
| Torneo $60.000 (1)  |
| Torneo $40.000 (0)  |
| Torneo $25.000 (2)  |
| Torneo $15.000 (0)  |

| N. | Data             | Torneo                                         | Superficie    | Compagna          | Avversarie in finale                    | Punteggio |
| 1. | 4 dicembre 2021  | Jablonec nad Nisou Open, Jablonec nad Nisou    | Sintetico (i) | Lucie Havlíčková  | Maja Chwalińska Katherine Sebov         | 5-7, 4-6  |
| 2. | 3 settembre 2022 | Kuchyně Gorenje Prague Open, Praga             | Terra rossa   | Dominika Šalková  | Elixane Lechemia Julia Lohoff           | 5-7, 5-7  |
| 3. | 3 febbraio 2024  | Sharm ElSheikh Women's Future, Sharm el-Sheikh | Cemento       | Isabella Šinikova | Dar'ja Chomucianskaja Evialina Laskevič | 4-6, 2-6  |